# Fridolina Rolfö
Fridolina Rolfö, född 24 november 1993 i Hanhals församling i Hallands län, är en svensk fotbollsspelare (anfallare) som spelar för Manchester United. Hon har tidigare spelat allsvensk fotboll för Jitex BK och Linköping FC och spelat internationellt för VfL Wolfsburg i tyska Bundesliga och för Barcelona.
Rolfös största meriter på landslagsnivå (debut i A-landslaget år 2015) är två silver från OS, 2016 och 2020 (avgjordes 2021), samt ett brons från VM 2019. 
Hon har fått Diamantbollen två år i rad, 2021 och 2022.

## Spelarkarriär
Rolfö började spela fotboll med IFK Fjärås. 2009–2010 spelade hon i Tölö IF.

### I klubblag
Rolfö inledde 2011 sin seniorkarriär i damallsvenska Jitex BK, där hon kom att spela fram till och med 2013. Inför säsongen 2014 gick hon till Linköpings FC.
Fridolina Rolfö gjorde hattrick mot Liverpool när Linköping vann med 3–0 i returmatchen av Uefa Women's Champions League i oktober 2014, varvid Linköping gick vidare till nästa omgång.
Rolfö spelade för Bayern München från januari 2017 till maj 2019. Från och med hösten 2019 till och med våren 2021 spelade hon för VfL Wolfsburg. Sommaren 2021 skrev hon för de regerande Champions League-mästarna FC Barcelona. Vintern 2023 förlängde hon med klubben ytterligare tre år, till 2026.
Den 3 juni 2023 avgjorde hon med sitt 3–2-mål Champions League-finalen för Barcelona mot Wolfsburg. Året efter gjorde hon bland annat segermålet i den andra semifinalen i Champions League mot Chelsea; klubben vann därefter sin andra raka CL-vinst.
Sommaren 2025 avslutades Rolfös kontrakt med Barcelona. Något senare meddelades hennes övergång till Manchester United WFC.

### I landslag
I juli 2014 blev Rolfö uttagen till seniorlandslaget för första gången. Detta skedde till en träningslandskamp mot England den 3 augusti.
Rolfö gjorde sitt första A-landslagsmål i EM-kvalmatchen mot Polen i juni 2016, när hon fastställde slutresultatet till 4–0.
I det svenska landslaget spelar Rolfö oftast släpande anfallare. I maj 2019 blev hon uttagen i Sveriges trupp till VM 2019. Väl där hade hon en framträdande roll och var sammantaget en av Sveriges bästa spelare. Rolfö var dock avstängd från spel i semifinalen mot Nederländerna efter sitt andra gula kort i turneringen i kvartsfinalen mot Tyskland. Hon skadades sedan i bronsmatchen och tvingades bryta. Trots detta besegrade Sverige England med 2–1 och vann en bronsmedalj.
I OS 2021 spelade Rolfö totalt fem av sex matcher och gjorde tre mål mot Australien, två i gruppspelet och det enda målet i semifinalen. Sverige tog sig vidare men förlorade finalen mot Kanada på straffar.

## Spelstil och övrigt
Fridolina Rolfö är vänsterfotad men kan vid behov använda höger fot i skyttet.
I landslaget spelar hon i regel långt fram som vänsterytter, som anfallare eller som offensiv mittfältare, medan hon i Barcelona ofta använts i rollen som vänsterback.
Rolfö har genom åren tidvis varit drabbad av skador i bland annat ljumskar, knän, vader och fötter. Detta har inneburit att hon i perioder ställts utanför landslaget och i klubblaget.

## Meriter

### Landslaget
- 2016 – OS-silver[29]
- 2019 – VM-brons[30]
- 2021 – OS-silver[31]
- 2023 – VM-brons[32]

### Klubbfotboll
- 2014, 2015 – vinst i Svenska cupen för damer med Linköping FC[33]

- 2016 – SM-guld med Linköping FC[34]
- 2020, 2021 – DFD-Pokal med VfL Wolfsburg[35]
- 2020 – final i UEFA Women's Champions League med VfL Wolfsburg[35]
- 2022, 2023, 2024, 2025 – vinst i Primera División med FC Barcelona[33]
- 2022, 2024, 2025 – vinst i Copa de la Reina med FC Barcelona[33][36]
- 2022, 2023, 2024, 2025 – vinst i Supercopa Femenina med FC Barcelona[33]
- 2022, 2025 – final i UEFA Women's Champions League med FC Barcelona[33]
- 2023, 2024 – vinst i UEFA Women's Champions League med FC Barcelona[33]

### Individuella meriter
- 2021, 2022 – Diamantbollen[37]